# Несполи, Мауро
Ма́уро Не́споли (итал. Mauro Nespoli; 22 ноября 1987, Вогера, Италия) — итальянский стрелок из лука. Олимпийский чемпион, чемпион Европейских игр, призёр чемпионата мира.

## Спортивная биография
Заниматься стрельбой из лука Мауро начал в 10 лет. С 2002 года Несполи стал привлекаться к молодёжным сборным Италии. В 2008 году Мауро дебютировал на летних Олимпийских играх в Пекине. В первом же раунде индивидуального первенства Несполи уступил британскому спортсмену Алану Уиллсу 99:103. В командном турнире сборная Италии дошла до финала, где встречалась с главными фаворитами олимпийского турнира сборной Южной Кореи. В упорной борьбе итальянцы уступили южнокорейским спортсменам 225:227 и стали серебряными призёрами игр.
В 2012 году Несполи принял участие в своих вторых Олимпийских играх. В индивидуальном первенстве Несполи в квалификации занял 11-е место и в первом раунде встретился с лучником из Тайваня. В командном первенстве сборная Италии с Несполи в составе в квалификации показала лишь 6-й результат, но уверенная стрельба в плей-офф позволила итальянцам дойти до финала, где их соперниками стала сборная США. В напряжённой борьбе итальянцы всего на одно очко смогли опередить американскую команду, что позволило сборной Италии впервые в истории выиграть олимпийские командные соревнования лучников, а Мауро Несполи завоевать свою первую золотую олимпийскую медаль.

## Государственные награды
- Офицер ордена «За заслуги перед Итальянской Республикой» (1 сентября 2008 года)